# On Parole
On Parole è una compilation contenente le prime registrazioni dei Motörhead (risalenti al 1975) che venne pubblicata nel 1979 dalla United Artists Records.

## Il disco
Inizialmente l'etichetta non era soddisfatta del materiale registrato e decise di non pubblicare il disco in vendita.
È uscito in forma non ufficiale solo nel 1979, periodo nel quale la band si era fatta una buona reputazione grazie agli album Overkill e Bomber.
On Parole è l'unico album inciso dalla formazione originale dei Motörhead; Lemmy Kilmister al basso e alla voce, Larry Wallis alla chitarra (e alla voce per le tracce Vibrator e Fools) e Lucas Fox alla batteria (unica traccia di sempre Lost Johnny), che venne quasi subito sostituito da Phil Taylor.
La rimasterizzazione del 1997 contiene 4 alternate takes mai distribuiti prima.

## Tracce
1. "Motörhead" (Lemmy Kilmister) - 2:52
2. "On Parole" (Larry Wallis) - 5:39
3. "Vibrator" (Wallis, Brown) - 2:54
4. "Iron Horse/Born to Lose" (Phil Taylor, Brown, Tramp) - 5:19
5. "City Kids" (Wallis, Sanderson) - 3:43
6. "The Watcher" (Kilmister) - 4:51
7. "Leaving Here" (Holland, Dozier, Holland) - 2:57
8. "Lost Johnny" (Kilmister, J Farren) - 3:32
9. "Fools" (Wallis, Brown) - 5:35

### Tracce bonus
- 10. "On Parole" (Alternate Take) - 6:58
- 11. "City Kids" (Alternate Take) - 3:47
- 12. "Motörhead" (Alternate Take) - 2:48
- 13. "Leaving Here" (Alternate Take) - 3:02

## Formazione
- Lemmy Kilmister - basso, voce
- Larry Wallis - chitarra e voce per le tracce 3 e 9
- Phil "Philty Animal" Taylor - batteria
- Lucas Fox - batteria (solo per la traccia 8)